# Vaux (Vienne)
Vaux korábbi község Franciaország Új-Aquitania régiójában, Vienne megyében. 2019. január 1-jén négy másik korábbi községgel egyesült és az így létrejött Valence-en-Poitou új község része lett.
Lakosainak száma 791 fő (2018. január 1.). Vaux Brux, Ceaux-en-Couhé, Champagné-Saint-Hilaire, Couhé és Romagne községekkel határos.

## Népesség
A település népessége az elmúlt években az alábbi módon változott:
| Lakosok száma | 781  | 801  | 824  | 797  | 791  |
|               | 2013 | 2015 | 2016 | 2017 | 2018 |